# Општина Баба Ана (Прахова)
Баба Ана (рум. Baba Ana) општина је у Румунији у округу Прахова.
Oпштина се налази на надморској висини од 96 m.